# Ленвік
Ленвік (норв. Lenvik) — комуна у фюльке Трумс у Норвегії. Адміністративний центр комуни — місто Финнснес. Офіційна мова комуни — нейтральна. Населення комуни на 2007 рік становило 11 160 осіб. Площа комуни Ленвик — 892,51 км², код-ідентифікатор — 1931.

## Історія населення комуни
Населення комуни за останні 60 років.

Статистика комуни Ленвик